# 二丙酮腙
二丙酮腙是一种含氮有机化合物，分子式C6H12N2，为最简单的双腙类化合物，是一些肼类化合物合成的中间体，能由丙酮与聯氨制备：
2 (CH3)2CO + N2H4 → 2 H2O + [(CH3)2C=N]2